# Talos - L'ombra del faraone
Talos - L'ombra del faraone (Tale of the Mummy) è un film del 1998 diretto da Russell Mulcahy.
Si tratta di un film horror che evoca i misteri dell'antico Egitto.

## Trama
Nel 1948 in Egitto, uno scavo archeologico condotto da Richard Turkel raggiunge una tomba identificata come appartenente a Talos, apparentemente maledetto. I geroglifici all'ingresso avvertono che tutti dovrebbero evitare il posto. Nonostante ciò, aprono la porta della camera solo per essere investiti da una nuvola di polvere, facendo sbriciolare gli archeologi come se fossero di fragile pietra. Richard riesce a far saltare la tomba, uccidendosi nel processo.
Nel 1999, la nipote di Richard, Sam Turkel, continua da dove aveva interrotto. Vedono il sarcofago di Talos sospeso al soffitto quando irrompono nella camera funeraria. Uno della squadra muore e un altro, Brad, ha un attacco mentre subisce le passate atrocità di Talos.
Nove mesi dopo, si verifica un'interruzione di corrente. Il contenitore che contiene il sarcofago di Talos viene scassinato e a una guardia vengono rimossi gli occhi. Il detective Riley li avverte che l'assassino colpirà senza dubbio ancora. A una festa, Talos aggredisce un ospite in bagno. Talos attacca un uomo in un parcheggio mentre Sam spiega a Riley il nucleo del mito di Talos. Talos ha ordinato ai suoi seguaci di rimuovere delle specifiche parti del suo corpo e credevano che un giorno sarebbe risorto per reclamarle, ottenendo la perfezione fisica e l'immortalità.
Più tardi, Brad viene arrestato e racconta la storia di Talos a Riley. Talos era uno studioso greco di matematica, astronomia e magia, che fu esiliato dalla Grecia per stregoneria e andò in Egitto, dove si innamorò e sposò la bella figlia del Faraone , Nefriama. Talos divenne un devoto membro della corte del faraone, negli anni seguenti creò una sette di praticanti di magia, ottenendo un potere e un'autorità pari a quella del sovrano. I paesi vicini supplicarono al Faraone di uccidere Talos, poiché tutti coloro che gli si opponevano furono colpiti da malattie o torturati per fargli credere alla sua teologia . Per salvare Nefriama dalla morte, il Faraone le parlò dell'imminente esecuzione di Talos e lei, a sua volta, lo disse a Talos. Quando l'esercito del Faraone raggiunse la camera di Talos, videro Nefriama e i suoi seguaci che cannibalizzavano il corpo del principe. I seguaci di Talos furono tutti messi a morte, compreso Nefriama. Riley ipotizza che le vittime dell'omicidio siano reincarnazioni dei seguaci di Talos. Brad crede che uccidere Sam (la reincarnazione di Nefriama) sia l'unico modo per fermare Talos, che progetta di rinascere durante l'imminente allineamento planetario. Brad spiega inoltre che parte della maledizione di Talos è che chiunque sappia cosa sta succedendo sarà considerato pazzo. Dopo che Riley esce dalla cella degli interrogatori, Talos appare e uccide il detective Bartone e Brad. Un Talos rinato rintraccia Sam nel suo appartamento, ma riesce a scappare; tuttavia, Talos la cattura dopo essersi atteggiata a cane.
Riley, ora credendo a tutto ciò che Brad gli ha detto, prende parte a un rituale in cui il cadavere di Brad mostra loro il possibile luogo in cui Sam potrebbe essere tenuto in ostaggio, un cantiere incompiuto. Nel frattempo, legata con degli stracci, Sam si libera e si imbatte in una stanza dove un enorme nido di stracci usati per mummificare il defunto forma un grembo con i resti sottratti dalle vittime di Talos. Mentre guarda, l'acqua si rompe dal grembo e ne esce un'orribile creatura, che cresce rapidamente nella vera forma di Talos con solo il cuore mancante.
Riley e il suo gruppo arrivano al cantiere con diciotto minuti rimanenti prima che i pianeti si allineino e Talos riacquisti la sua immortalità fisica. Riley e Claire si separano da Butros e dal professor Marcus. Quest'ultimo incontra Talos che manipola Marcus facendogli uccidere Butros strangolandola. Nel frattempo, Claire cade e si ferisce gravemente alla gamba, costringendo Riley ad andare avanti senza di lei. Da qualche altra parte, Claire va dal professor Marcus e, dopo una breve conversazione, lo uccide pugnalandolo con un bisturi, suggerendo che Talos abbia manipolato Claire per fargli uccidere il professor Marcus.
Riley trova Sam mani e piedi legati e Talos li intercetta. Sam implora Riley di ucciderla per impedire il completamento del rituale, così a malincuore Riley spara a Sam uccidendola. Ma Talos rivela che è lo stesso Riley la reincarnazione di Nefriama, e il suo cuore è ciò che vuole Talos, per il quale ha usato Sam per attirarlo nel posto giusto al momento giusto. Claire appare e tramortisce Riley, per poi tira fuori il cuore dal petto dell'uomo che Talos infila dentro di sé proprio mentre i pianeti si allineano.
La polizia arriva e tira fuori quattro cadaveri e una Claire isterica. Altrove a Londra, Talos, appena rinato, viene mostrato che cammina tra le strade della città con le sembianze di Riley.